# Arquitectura etrusca

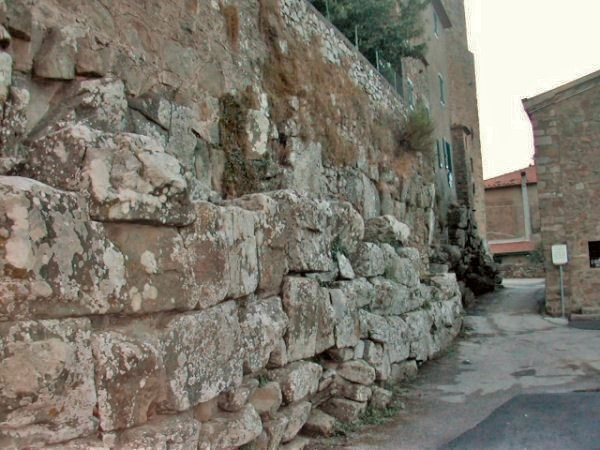
Muralles de Vetulònia

L'arquitectura etrusca és poc coneguda per la manca de troballes arqueològiques rellevants. L'ordre etrusc aplicat a temples o edificis similars sembla una modificació de l'arquitectura dòrica. La diferència és en les columnes, que admeten fusta en lloc de pedra només per l'arquitravat o intercolumni, i la disposició de la cel·la que ocupa la meitat de l'àrea interior del temple, però l'altura del conjunt és reduïda. Hi havia divers temples d'ordre etrusc a Roma incloent el de Júpiter al Capitol. L'exterior es carregava amb estàtues. Vitruvi descriu els temples com quadrangulars amb pòrtics al davant i tres capelles al darrere, fet que sembla comprovat per l'arqueologia. Les cases eren rectangulars amb teulades a dos vessants.
Els sepulcres etruscs s'assemblen als hel·lènics dòrics i se'n conserven molta varietat, però són petits i limitats per fer una anàlisi del conjunt; algunes tombes estan adornades amb pintures, que es troben també en murs a sobre plaques de terracota que s'afegien als murs, i que és notable per la seva composició i cromatisme i que és l'únic exemple de pintura antiga del que queden restes importants especialment a Clúsium, Tarquinii i Caere. Diferien del romans en què tots eren subterranis.
El que es conserva només són muralles en què els elements que la formen són blocs irregulars no units per ciment. Dels edificis com estadis, teatres o amfiteatres no resta gairebé res, ja que els que s'han trobat com el teatre de Faesulae, o l'amfiteatre de Sutrium són probablement obra del període romà. La cloaca Màxima de Roma es diu que fou construïda sota els reis etruscs i està formada per arcs.
Els romans atribuïen a l'atri un origen etrusc i deien que la forma més antiga es deia Atrium Tuscanicum.